# Abdastartus
Abdastartus is een geslacht van wantsen uit de familie van de Tingidae (Netwantsen). Het geslacht werd voor het eerst wetenschappelijk beschreven door William Lucas Distant in 1911.

## Soorten
Het genus bevat de volgende soorten:

- Abdastartus atrus (Motschulsky, 1863)
- Abdastartus longulus Drake, 1953
- Abdastartus muiri Drake, 1927
- Abdastartus sacchari Drake, 1930
- Abdastartus smetanai Péricart, 1992